# František Kardaus
František Kardaus, né le 25 mars 1908 à Hořesedly (Empire d'Autriche-Hongrie) et mort le 20 février 1986 à Velká Chuchle (Prague, Tchécoslovaquie) est un designer industriel et artiste graphique tchécoslovaque, œuvrant dans le domaine des transports. Son travail est principalement connu dans les anciens pays du bloc soviétique où les véhicules de transport public qu'il a conçus ont été massivement exportés.  

## Biographie
Né en 1908 à Hořesedly, en Bohême centrale, d'un père maître de poste et d'une mère couturière, il est le troisième enfant d'une fratrie de quatre. Il passe son enfance dans la commune voisine de Kolešovice où il étudie à l'école allemande. Il étudie ensuite à l'École des arts appliqués de Prague et a pour professeur le peintre et graphiste Alois Mudruňka. 
En 1927, il travaille pour Eduard Böhm & Co. à Berlin. De 1928 à 1930, il étudie le graphisme et le design industriel à l'Académie de la Grande Chaumière à Paris. Il y travaille ensuite avec l'architecte Léon Boué pour de grandes compagnies comme Shell, Texaco, Mobiloil, Renault, Citroën, et ce jusqu'en 1934, année où il rentre à Prague et travaille comme artiste indépendant. Il remporte dès lors de nombreux prix pour ses créations d'affichiste et travaille notamment avec les constructeurs automobiles Ringhoffer-Tatra, Škoda, Walter ou Zbrojovka Brno,. 

Bien qu'ayant fui en France, il se retrouve incorporé à la Wehrmacht lors de la Seconde Guerre mondiale. Capturé sur le front russe, il est relâché après avoir fait le portrait des soldats soviétiques. Il est alors envoyé à la station météorologique de l'aéroport de Tulln en tant que dessinateur. Profitant de vacances, il déserte en Italie en 1945.

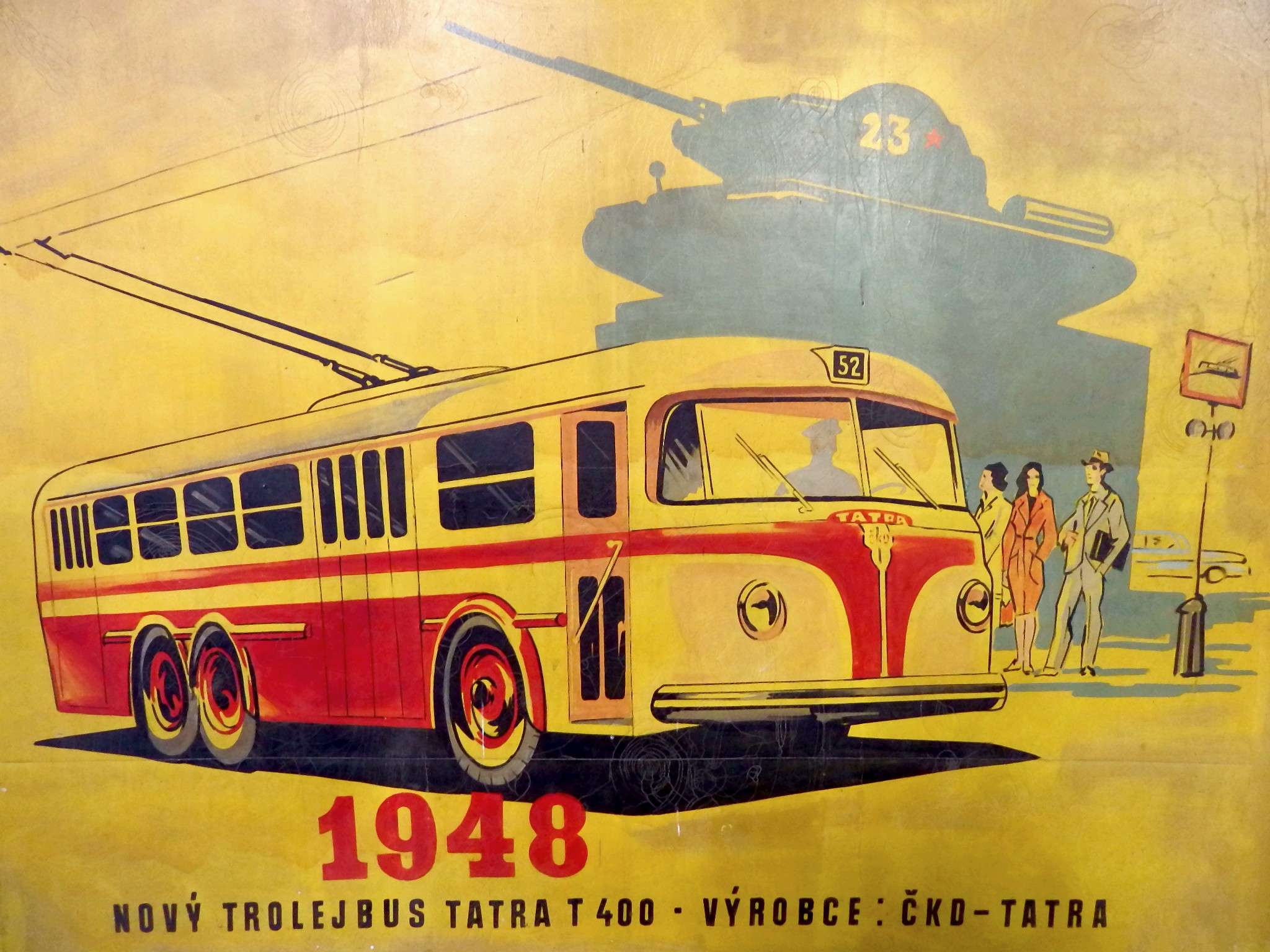
Affiche publicitaire de 1948.

En 1947, il devient graphiste et designer industriel au sein de l'agence coopérative de publicité B & R (Josef Burjanek et Remo), où il travaille notamment pour le constructeur Tatra, l'entreprise électrique Tesla et d'autres compagnies nationales publiques. Il participe cette même année au dessin de la Tatra 87 Diplomat et collabore avec Vladimír Popelář sur le nouveau modèle automobile de la marque, la future Tatra 600. Il ne conçoit que la partie avant, y compris la portière, après un désaccord sur l’équilibre des parties antérieure et postérieure de la carrosserie. Initialement baptisée Tatra Autoplan, František Kardaus abrège le nom en Tatraplan. Il intègre également en 1947 l'Union des artistes tchécoslovaques.  
Les années suivantes, il participe principalement au développement des tramways Tatra, notamment les modèles T1 (1948), T2 (1951) et T3 (1954), puis au développement de matériel ferroviaire lourd et enfin à celui de la Tatra 603.   
En 1955, il expose lors de la première exposition nationale de graphismes appliqués, à Prague, sur l’île des Slaves. Il rencontre cette même année sa femme Věra Hauková avec qui il emménage dans le quartier pragois périphérique de Velká Chuchle (au 321, rue Pod Ákaty). C'est également à cette époque qu'il réalise des affiches pour le cinéma, une trentaine de 1955 à 1959 pour le compte du Bureau central de distribution cinématographique (ÚPF).  
Dès lors et jusqu'en 1980, il travaille principalement comme graphiste publicitaire, notamment pour des sociétés d'exportation automobile (produits Škoda et Jawa) telles que Motokov, Strojexport ou Mototechna, ou pour la brasserie Staropramen, à l'exception de sa participation au développement des tramways KT4 et T5 au cours des années 1970.  
Il travaille depuis son studio du quai Janáček, à Prague 5, à proximité immédiate des locaux de Tatra (situés rue Kartouzská) et de ceux de l'Union des artistes tchécoslovaques dont les membres se réunissent au Cercle artistique Mánes. Il meurt sans enfant le 20 février 1986, un an après le décès de sa femme le 7 janvier 1985.

## Réalisations industrielles
Le travail de František Kardaus est principalement connu dans son propre pays ainsi que dans les anciens États membres ou associés du Conseil d'assistance économique mutuelle (COMECON) où les véhicules de transport public qu'il a conçus ont été massivement exportés. 
František Kardaus a essentiellement collaboré avec le constructeur Tatra, qu'il s'agisse de la branche automobiles et poids-lourds que de la division tramways et trains. Il est ainsi à l'origine du dessin de certaines des automobiles les plus emblématiques de la marque, telles les modèles 600 – pour laquelle il crée le nom de Tatraplan – et 603, mais aussi les tramways T1, T2, T3, KT4 et T5 ; il travaille également à la conception des trolleybus 400 et 401. Il s'occupe également de la création des supports graphiques et publicitaires de certains de ces véhicules. 
Les principales réalisations industrielles de František Kardaus sont les suivantes : 
- 1947 : trolleybus Tatra T400, produit à 195 exemplaires de 1948 à 1955 ;
- 1947 : automobile Tatra T107/600 dite Tatraplan, produite à 6 342 exemplaires de 1947 à 1952 ;
- 1948 : tramway Tatra T1, produit à 277 exemplaires de 1954 à 1957 ;
- 1951 : tramway Tatra T2, produit à 771 exemplaires de 1954 à 1962 ;
- 1954 : automobile Tatra 603, produite à 20 422 exemplaires de 1955 à 1975 ;
- 1954 : tramway Tatra T3, produit à 13 963 exemplaires de 1959 à 1989 ;
- 1954 : automobile Tatra T604, prototype ;
- 1955 : train Diesel Multiple Unit Balm, produit à 861 exemplaires sous forme de locomotives et autorails ;
- 1966 : train Electric Multiple Unit SM 487.0, produit à 61 exemplaires ;
- 1972 : tramway Tatra KT4, produit à 1 798 exemplaires de 1973 à 1997 ;
- 1972 : tramway Tatra T5, produit à 327 exemplaires de 1972 à 1984.

## Galerie

Principales réalisations industrielles
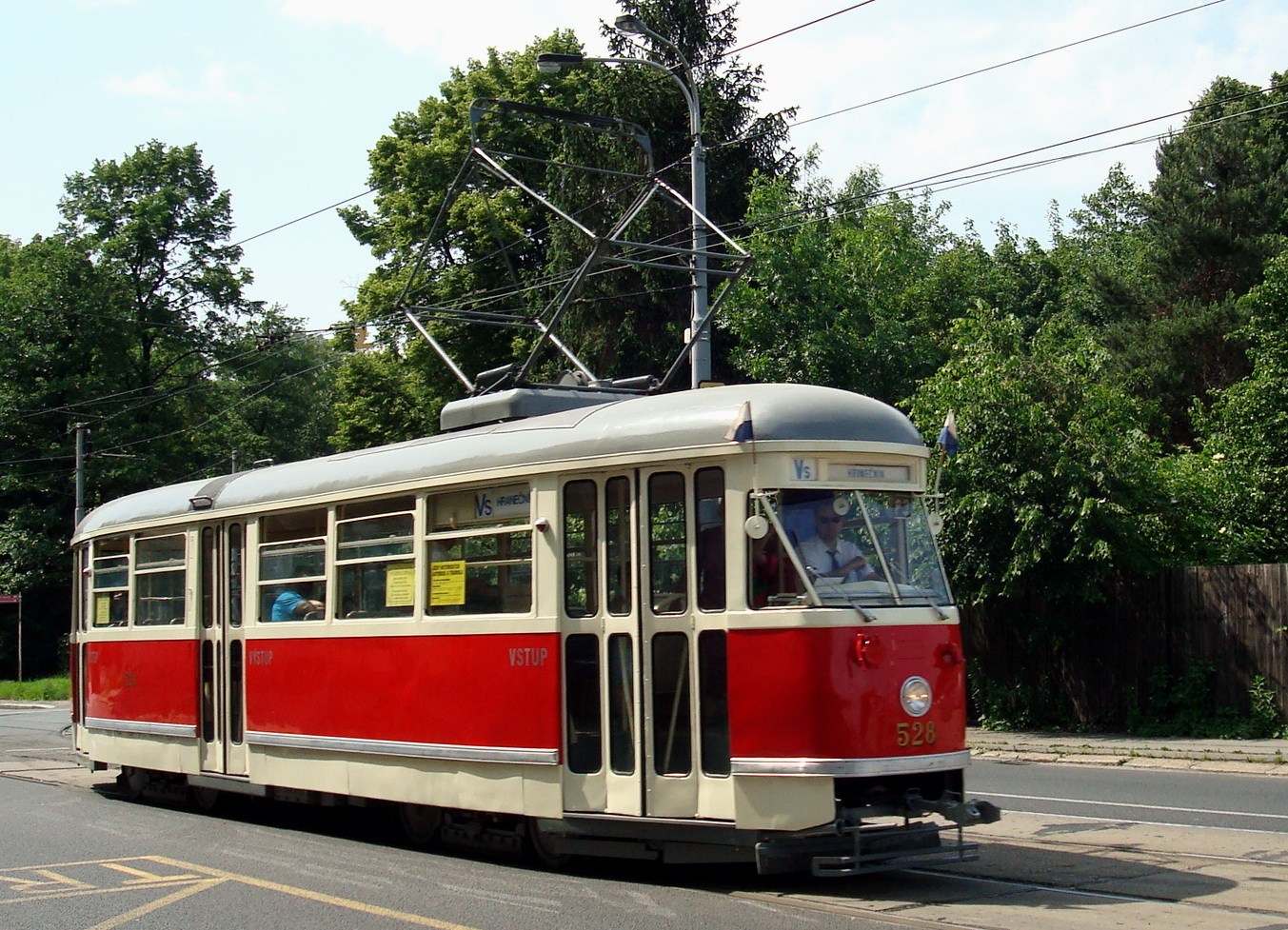
Tatra T1.
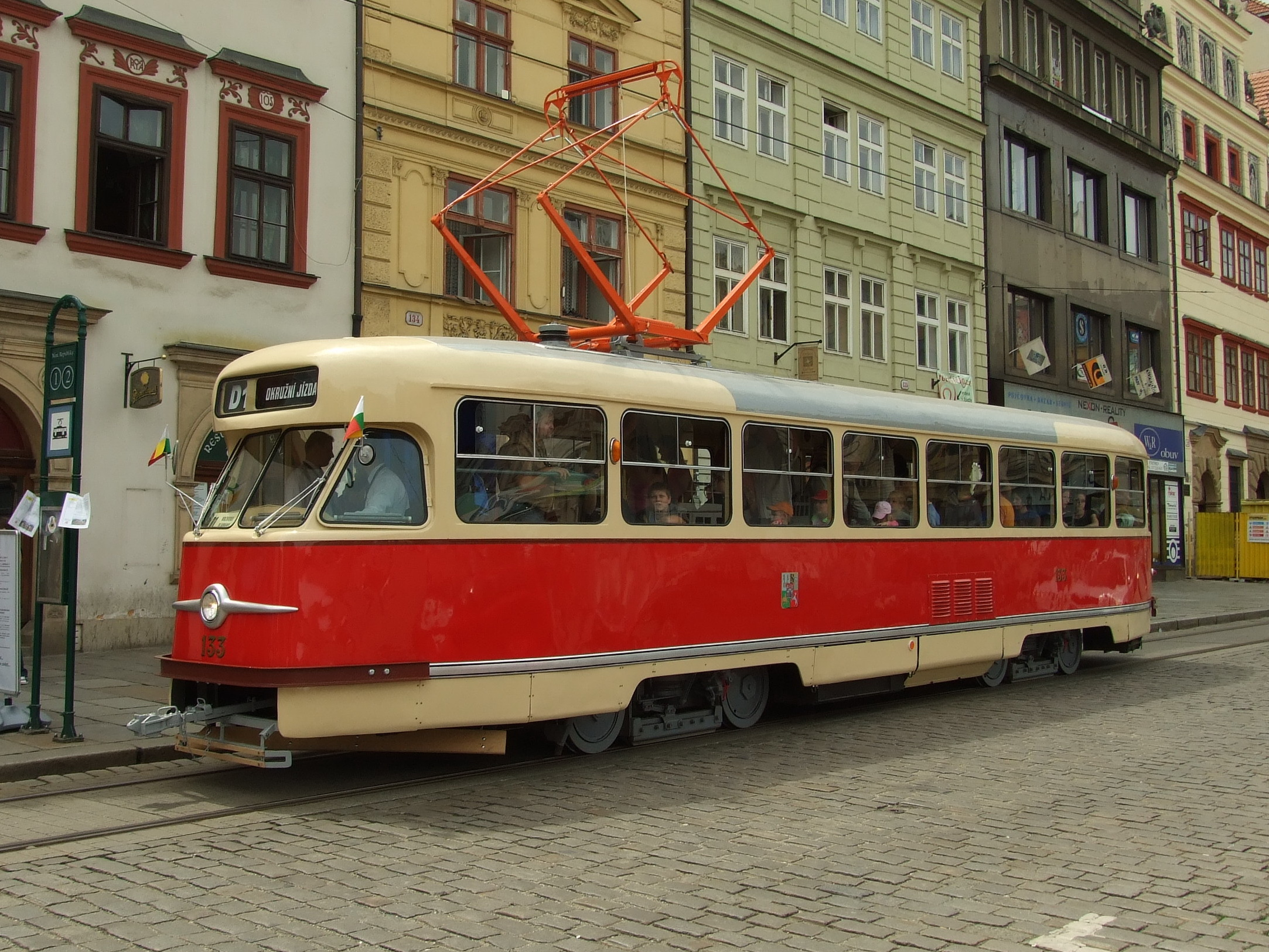
Tatra T2.
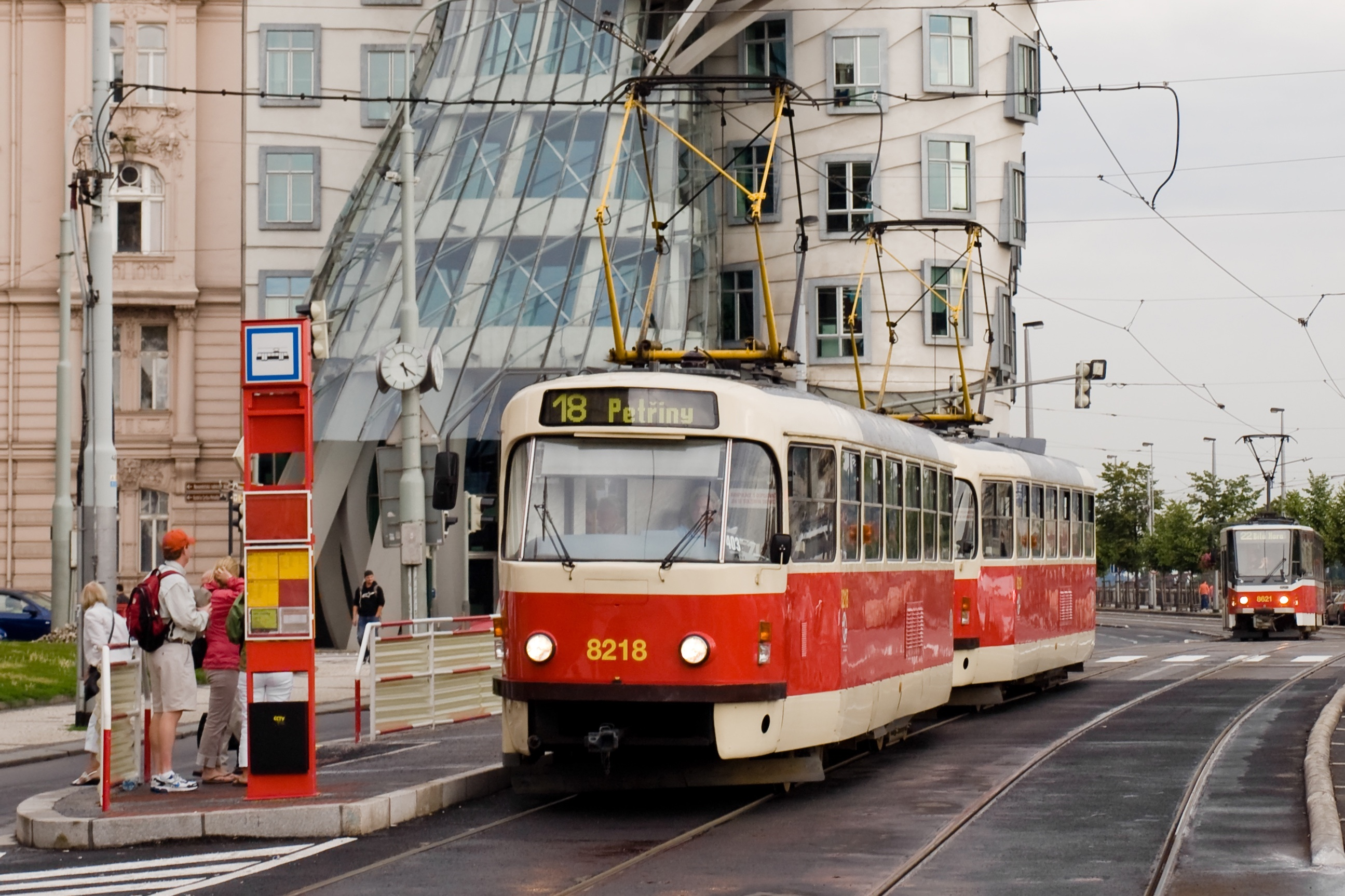
Tatra T3.
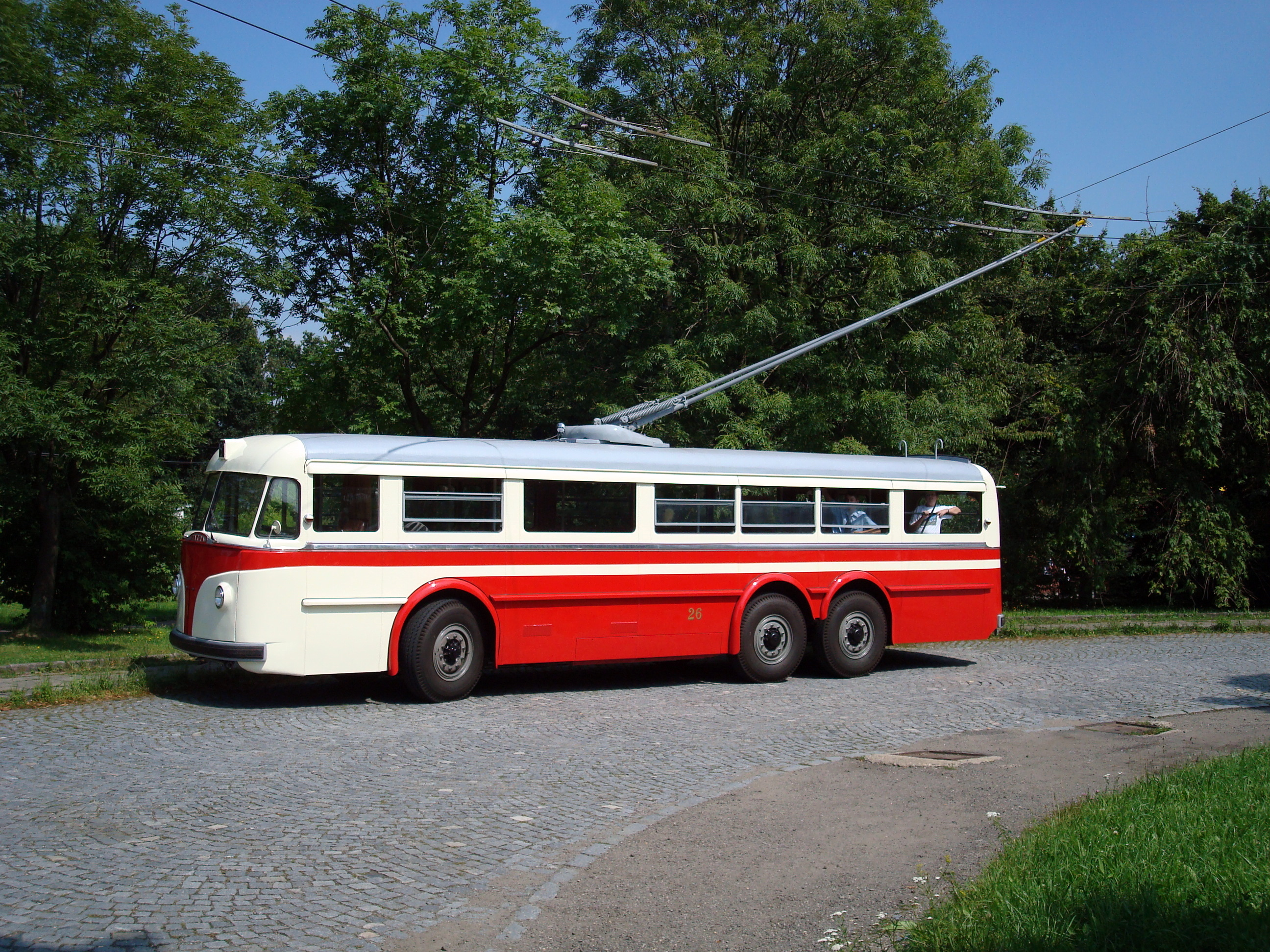
Tatra T400.

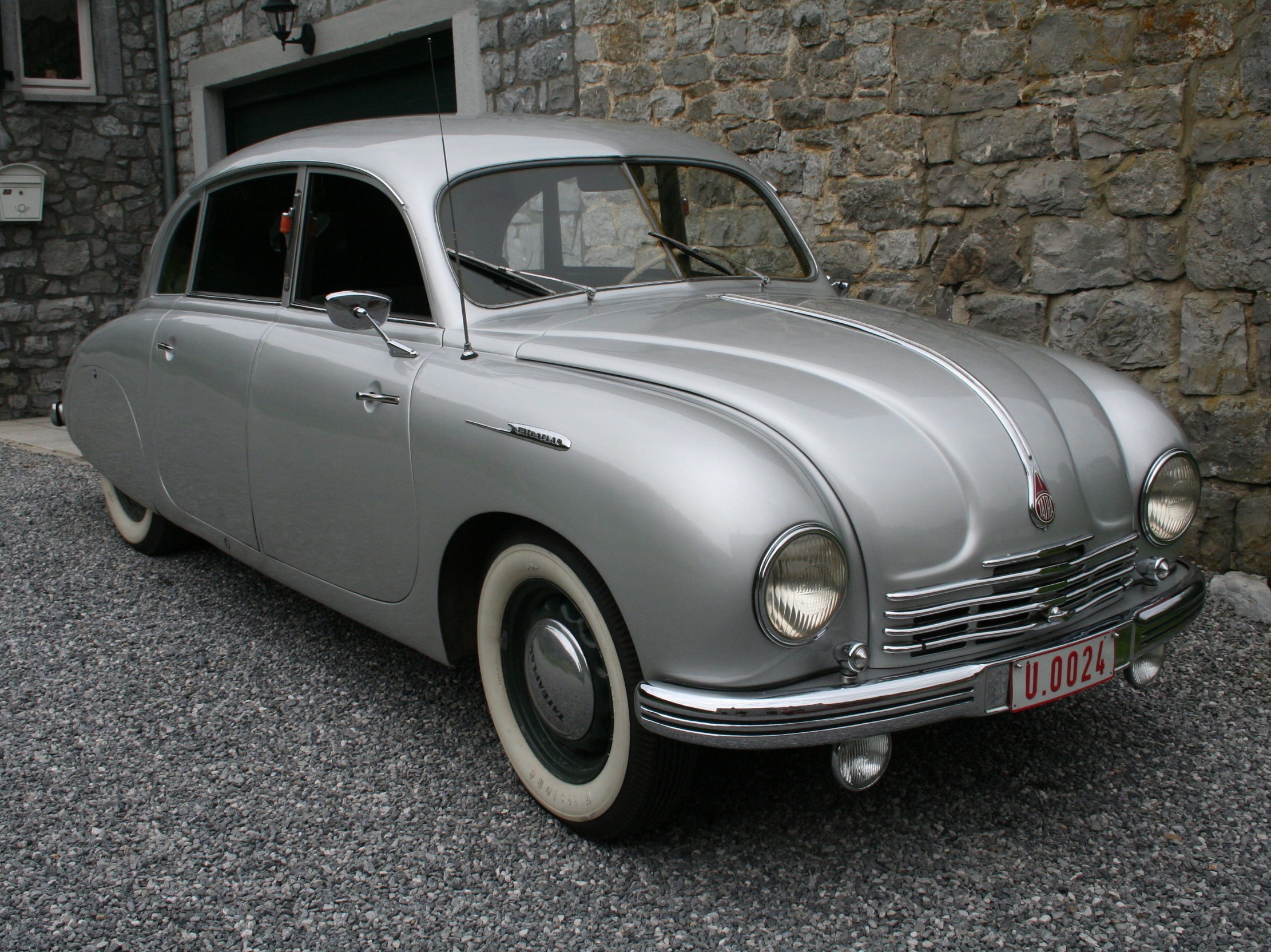
Tatra 600.
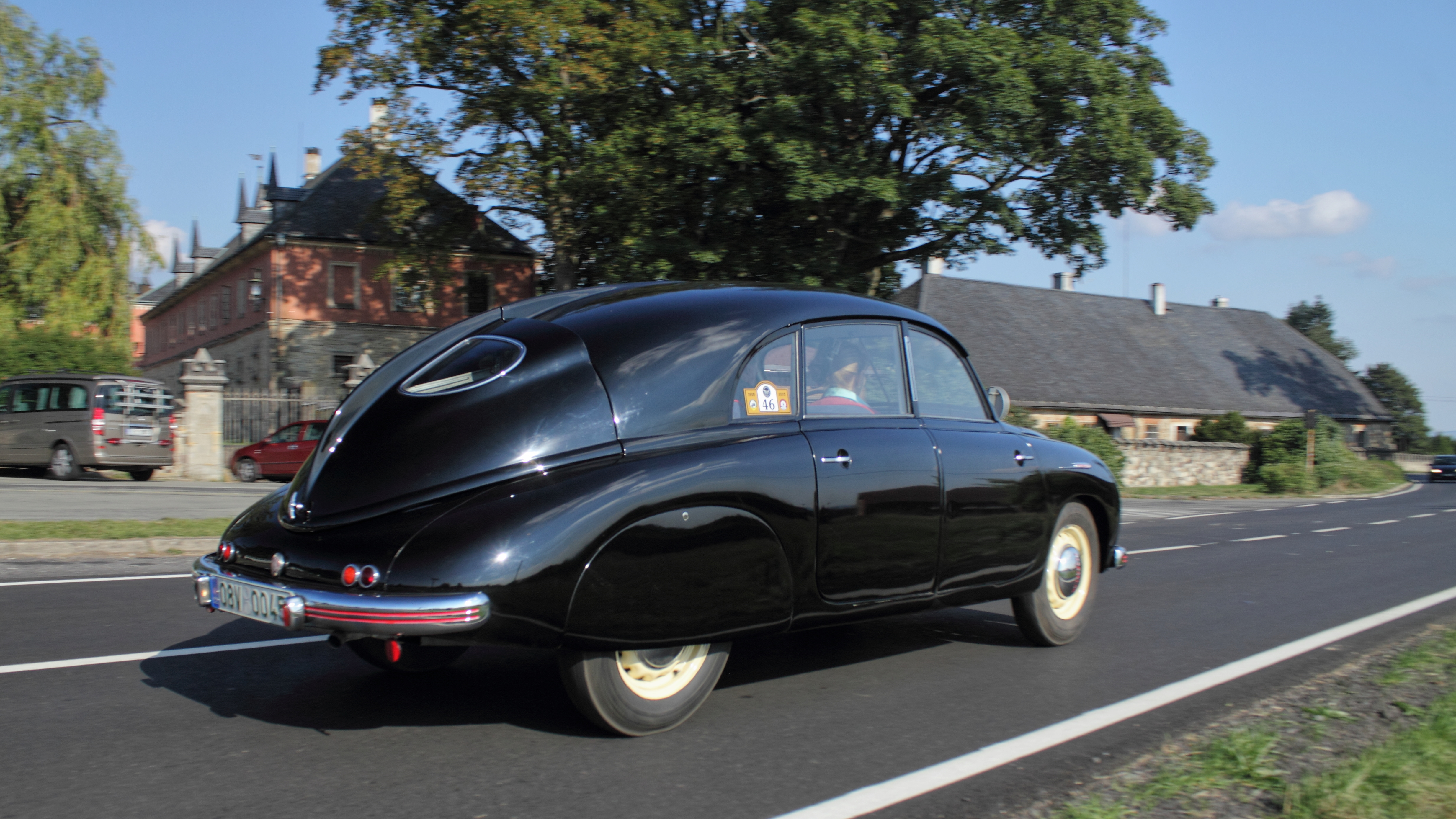
Tatra 600.
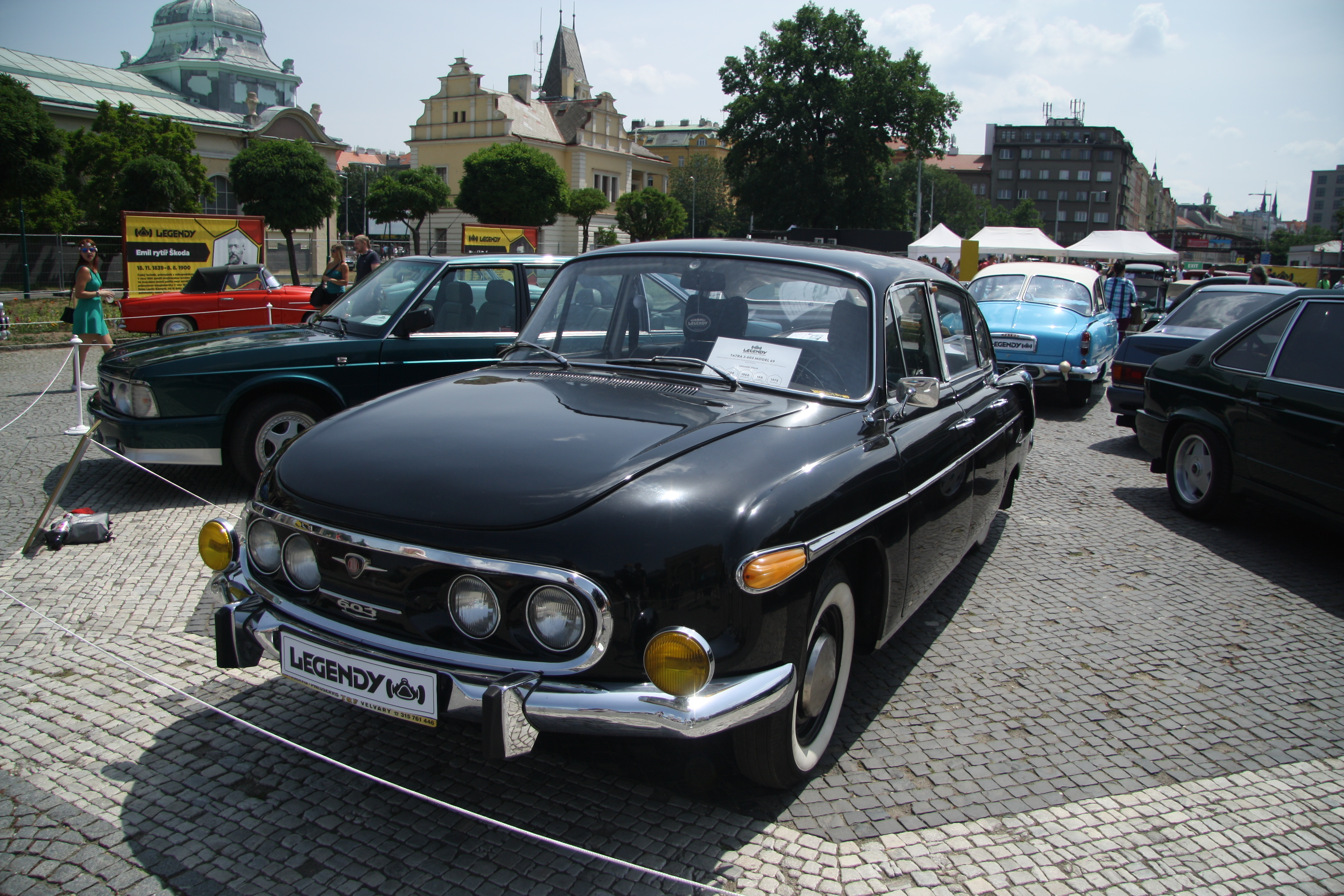
Tatra 603.
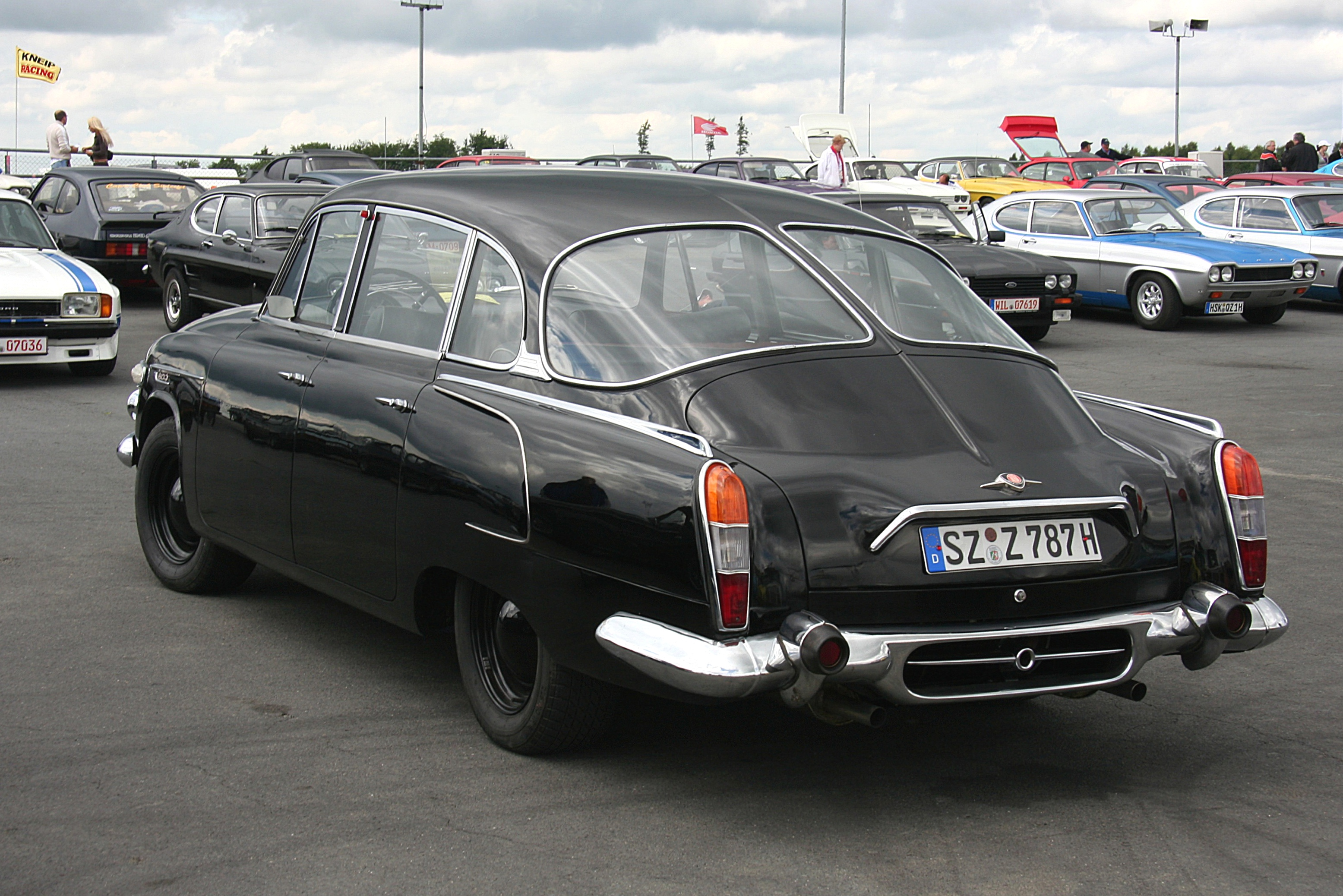
Tatra 603.